# 卢承业
卢承业（601年—671年），字子绘，幽州范阳人，唐朝官员，唐高宗宰相卢承庆之弟。

## 背景
卢承业出自范阳卢氏北祖大房，十二代祖是东汉北中郎将卢植。八世祖卢谌是十六国时后赵中书令。五代祖卢玄为北魏散骑常侍。他的祖父盧思道是北齐、隋朝要员。隋炀帝末年大将李渊在太原起兵反隋时，卢承业之父盧赤松任河東令，先前就认识李渊，李渊兵到后立刻投降，成为李渊的僚属。李渊建立唐朝后，封卢赤松为范阳郡公。之后卢氏一族迁居洛阳，成为洛阳人。

## 生平
卢承业起家为左亲卫，后任魏王李泰的兵曹参军，除太子舍人。秩满，迁绵州司马。转安州司马，兼吴王谘议。以母忧去职，起为太子中允。
唐高宗即位后，拜雍州司马，仍迁雍州长史。又兼左丞。以公事出为忠州刺史。复为雍州司马，顷除长史。又兼邢州刺史。寻为淮南道大使，仍拜同州刺史。使还，诏为银青光禄大夫、行右丞，俄转左丞。封魏县开国子，食邑三百户。久之，除陕州刺史。又诏为银青光禄大夫、行扬州大都督府长史。娄师德任江都尉时，卢承业奇其才，尝谓之曰：“吾子台辅之器，当以子孙相托，岂可以官属常礼待也？” 
咸亨二年（671年）八月廿四日，卢承业薨于扬州官舍，春秋七十有一，谥号“简”。

## 家庭

### 夫人
- 李灌顶，出自陇西李氏姑臧房，北齐骠骑将军、东徐州刺史李褒曾孙女，北齐阳平郡太守李子布孙女，唐朝襄州荆山县县令李德伦之女

### 子女
- 子：卢玢，银青光禄大夫、虢贝绛三州刺史、并州长史。
  - 孙：卢全操，太中大夫、房州刺史。
    - 曾孙：卢仲容（710年—758年），兖州邹县尉。